# Manuel de Codage
Manuel de Codage (förkortat MdC) är ett standardsystem för datorkodningen av transkriberade egyptiska hieroglyfer.

## Historia
1984 bildades en kommitté med uppgift att utveckla ett enhetligt system för kodning av hieroglyfiska texter på datorer. Den resulterande Manual for the Encoding of Hieroglyphic Texts for Computer-input (handboken om kodning av hieroglyfiska texter för datoranvändning) förkortas i allmänhet till Manuel de Codage. Den innehåller ett enkelt sätt att koda hieroglyfskriften samt förkortade hieroglyfiska translitterering. Kodningen av systemet för MdC har sedan antagits av internationella egyptologer som den officiella standarden för hieroglyfiska texter på datorer.
MdC anger en metod för komplett elektronisk kodning av fornegyptiska texter, med många av de funktioner som kännetecknar hieroglyfskriften till exempel placering, orientering, färg, och även storleken på enskilda hieroglyfer. Hieroglyfer som inte ingår i grundförteckningen anges med sina Gardiner-nummer.
- - bindestreck slår samman tecknen eller en grupp tecken mellan vilka det placerats.
- : kolon placerar det första tecknet eller gruppen av tecken övanför det andra tecknet.
- * asterisk sammanställer två tecken eller grupper.
- ( ) rundparenteser formar en kompakt grupp av tecken arrangerade enligt de andra reglerna som hanteras som ett enda tecken.
- < > vinkelparenteser omger kartuscher.
- ! utropstecken markerar slutet på en linje.
- !! två utropstecken markerar slutet på en sida.

## Exempel
- Namnet Amenhotep i hieroglyfer | i | mn · n | R4 · t · p | translitereras som: i-mn:n-R4:t*p där mn står för | mn | och R4 för | Htp | hieroglyfen. Istället för att skriva R4 så kan man använda Htp . De vanligast förekommande hieroglyferna valdes att representeras av ett speciellt tecken eller kombination av tecken. Därför står n för | n | istället för | S3 | vilket fonetiskt också representeras med n.

- För att lägga till en kartusch |             |        |            |
| \| \| \| \| |        |            |
|             |        |            |
| i           | mn · n | R4 · t · p |

| i | mn · n | R4 · t · p |

|             |        |            |
| \| \| \| \| |        |            |
|             |        |            |
| i           | mn · n | R4 · t · p |

| i | mn · n | R4 · t · p | kan man skriva < i-mn:n-R4:t*p >  eller < i-mn:n-Htp:t*p >